# Priorij Hooidonk
Priorij Hooidonk (ook: Hooijdonk, Hooydonck, enzovoort) was een klooster van de reguliere kanunnikessen van Augustinus, nabij de Nederwettense buurtschap Hooidonk. Het heeft bestaan van 1146-1648.

## Geschiedenis
Het klooster werd gesticht in 1146 door een kanunnik van de Abdij Rolduc. Het was uitsluitend bestemd voor dames van adellijke komaf. Hoewel oorspronkelijk niet al te rijk, kon de priorij haar inkomsten vermeerderen doordat zij een aantal hoeves in bezit kreeg. In 1273 verwierf ze het halve eigendom van de Sonse Watermolen, de andere helft kwam in haar bezit in 1546. Ook bezat de priorij hoeven te Son, Breugel, Beek en Ell.
Ook bezat de Priorij de patronaatsrechten van Beek, Aalst, Nederwetten en Zeelst, welke in naam van de Abdij van Rolduc werden uitgeoefend.
Het aantal zusters in het klooster bedroeg gewoonlijk iets meer dan twintig.
De priorij verwierf bekendheid door het Mirakel van Hooidonk. Tijdens de inwijding van het klooster werd een splinter van het Heilig Kruis, aldaar aanwezig, onderzocht door bisschop Bonifacius, die het onder water dompelde. De splinter zonk, en er vloeiden bloeddruppels uit. Door dit mirakel werd de priorij tot een bedevaartsoord.
In de loop van de 14e eeuw trad zowel in Rolduc als in Hooidonk geestelijk verval in. Een aantal zusters had een eigen woning en personeel op het terrein van het klooster. Ook zou de toenmalige Heer van Helmond, Jan III Berthout van Berlaer, kinderen hebben verwekt bij twee van de nonnen. In 1392 werd door de toenmalige abt van Rolduc, Joannes van Berenberg, over deze toestanden geklaagd.
Daarna ging het beter, maar in de 16e eeuw waren er opnieuw gegronde klachten. In 1525 had men het over een weelderige, en in 1544 zelfs over een ergerlijke levenswijze. Vergeten moet niet worden dat de tijd van de Reformatie was aangebroken en dat, middels het Concilie van Trente (1545-1563), ook de katholieke kerk probeerde aan een aantal interne wantoestanden een einde te maken. Op 30 maart 1545 werden er dan ook nieuwe, strengere, kloosterregels voorgeschreven. Daartoe behoorde het dragen van een voorgeschreven habijt. Voorts werd een clausuur ingesteld en het klooster van een muur voorzien.
Op 21 juli 1564 woedde een brand in het klooster. Deze was het gevolg van een ongeval of slordigheid, en had niets met oorlogshandelingen van doen.
Op 9 juni 1571 werd er opnieuw, nu in opdracht van Alva, een onderzoekscommissie ingesteld, aangezien edelluyden en alle andere leecken persoonen vryelyck toeganck hebben tot haer om bancketeren, slempen en dempen, jae tot in haer caemeren, daeruyt dan niet cleyne oneer, scandale ende verquisting der goederen des voorscreven cloosters en volghen.
Op 25 september 1571 vond de visitatie plaats door de Bossche bisschop Laurentius Metzius en de abt van Rolduc, Johannes Woerms. Er werden inderdaad misstanden aangetroffen, zoals het dragen van eigen kleding met versierselen en diergelycke scandalose curiosicheyt. Men moet overigens bedenken dat sommige zusters al vanaf hun 10e jaar in het klooster werden ondergebracht.
Maatregelen zouden echter niet lang meer baten. In 1579 verslechterde de veiligheidssituatie ten gevolge van de Tachtigjarige Oorlog. Eerst werd een tot het klooster behorende hoeve door Staatse troepen in brand gestoken. Later werd ook het klooster verwoest door svijants volck binnen Bredae, ofwel de in Breda gelegerde Staatse troepen. In 1587 moesten de zusters zelfs tijdelijk naar Helmond uitwijken. Het klooster was nu echter armlastig geworden en een aantal zusters traden uit. In 1626 waren er nog slechts acht zusters. Bovendien was er een conflict tussen de abt van Rolduc en de bisschop van 's-Hertogenbosch ontstaan, leidend tot onenigheid binnen het klooster.
Ondertussen traden nieuwe priorinnen aan, met name Agnes van Pollaert, waardoor de situatie verbeterde en zelfs met de herbouw van de kerk van Hooidonk kon worden begonnen. Jacob van Oudenhoven sprak in 1649 nog over een fraey gebouw, maar in 1650 moesten de zusters het klooster reeds verlaten op last van de -nu Staatse- overheid.
De gebouwen kwamen in handen van een adellijke kwartierschout die er jonge joffren ontving. Uiteindelijk vervielen zowel dit geslacht als de kloostergebouwen.
De zusters verspreidden zich, waarbij sommigen zich aansloten bij de nabijgelegen Abdij van Soeterbeek, en anderen hun toevlucht zochten te Lier of in het Sint-Ursulaklooster te Roermond, dan wel ze gingen een burgerlijk leven leiden.
De reliek kwam terecht in Kloosterrade maar belandde uiteindelijk toch weer in Nederwetten.

## Heden

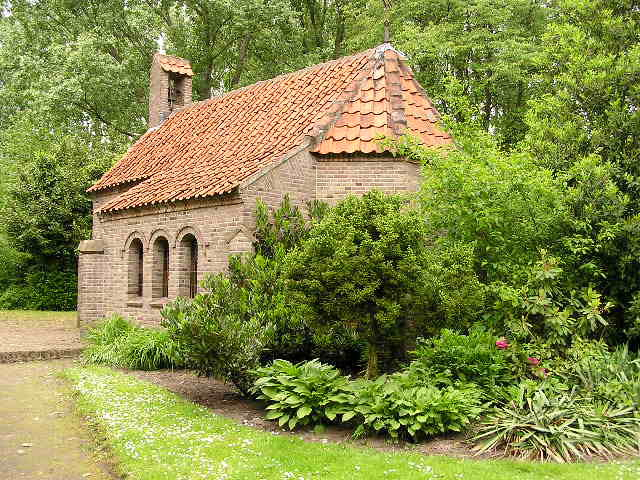
Kapelletje van Hooidonk

Van het klooster is slechts een gotisch keldergewelf over. De kelder behoorde tot een boerderij en werd onder meer gebruikt voor de opslag van aardappelen.
Op de plaats van het klooster, nabij de Hooidonkse Watermolen, is in 1953 een kapel opgericht, omgeven door een parkje, het Heilig-Kruispark, met een kruisweg, vervaardigd door Piet Schoenmakers. Ieder jaar wordt de reliek van het Heilig Kruis in plechtige processie naar deze plaats gedragen.
Een aantal kunstwerken, afkomstig uit de Priorij van Hooidonk, zijn bewaard gebleven. Enkele zijn via het Klooster Soeterbeek terechtgekomen in het Klooster Nieuw-Soeterbeek te Deursen. Het betreft triptieken, gezangenboeken, borduurwerk, en meubilair. Toen Nieuw-Soeterbeek in 1997 werd opgeheven, zijn deze kunstwerken verspreid geraakt.
Een origineel zegelstempel van het klooster uit de dertiende eeuw, is in 1989 gevonden met een metaaldetector nabij Geldrop. Dit zegelstempel maakt nu deel uit van de collectie van het Noordbrabants Museum.
Het Heilig Kruisgilde, waarschijnlijk ooit opgericht om de priorij te beschermen, bestaat nog steeds te Gerwen.